# Mickey's Delayed Date
Mickey's Delayed Date es un cortometraje animado producido por Walt Disney Productions, distribuido por RKO Radio Pictures y lanzado el 3 de octubre de 1947. La película fue dirigida por Charles Nichols y fue animada por Jerry Hathcock, George Kreisl, George Nicholas, Harry Holt, Bob Youngquist, Marvin Woodward y Max Cox con efectos de animación de Jack Boyd y Andy Engman. Fue el cortometraje número 120 de la serie de películas de Mickey Mouse que se estrenó, y el único producido ese año.
Fue la última animación de Mickey Mouse con Walt Disney como Mickey Mouse. 

## Sinopsis
Minnie Mouse llama a Mickey para recordarle su cita, que ha olvidado por completo mientras duerme en el sofá. Con la ayuda de Pluto, Mickey se viste para la cita, pero pierde las entradas para el espectáculo al salir por la puerta. Pluto le lleva las entradas a Mickey, después de que su esmoquin haya sido arruinado por el agua que extiende desde la calzada un coche que pasa cerca, y luego llega Minnie y le dice que tiene un lindo disfraz para la fiesta de disfraces de los "tiempos difíciles". 

## Elenco de voces
- Mickey Mouse: Walt Disney
- Minnie Mouse: Ruth Clifford
- Pluto: Pinto Colvig[2]

## Versiones
- 1947 – estreno teatral
- 1978 – "Mickey Mouse Jubilee Show" (TV)
- C. 1983 – Buenos días, Mickey!, episodio # 20 (TV)
- 1984 – "Cartoon Classics - Limited Gold Edition: Minnie" (VHS)
- C. 1992 – Mickey's Mouse Tracks, episodio # 75 (TV)
- 1995 – "Cuentos de amor" (VHS)
- 2004 – "Mickey and Minnie's Sweetheart Stories" (DVD)
- 2004 – " Mickey Mouse en color vivo, volumen dos " (DVD)
- 2006 – "Favoritos de dibujos animados clásicos: Mejores amigos - Mickey y Minnie" (DVD)
- 2010 – ¡Ríete!, episodio # 9 (TV)
- 2011 – " ¡Ríete! Volumen Tres "(DVD)